# Bourra
Bourra è un comune rurale del Mali facente parte del circondario di Ansongo, nella regione di Gao.
Il comune è composto da 14 nuclei abitati:
- Tassiga (centro principale)
- Banganabé I
- Boubacar Alamine
- Gassi
- Goléa
- Golingo
- Hamma Alkundi
- Keltafoulane
- Kounsoum
- Lelléhoye
- Mahamadou Talatou
- Sitakal
- Tonditihio
- Youni